# Match des étoiles de la Ligue continentale de hockey

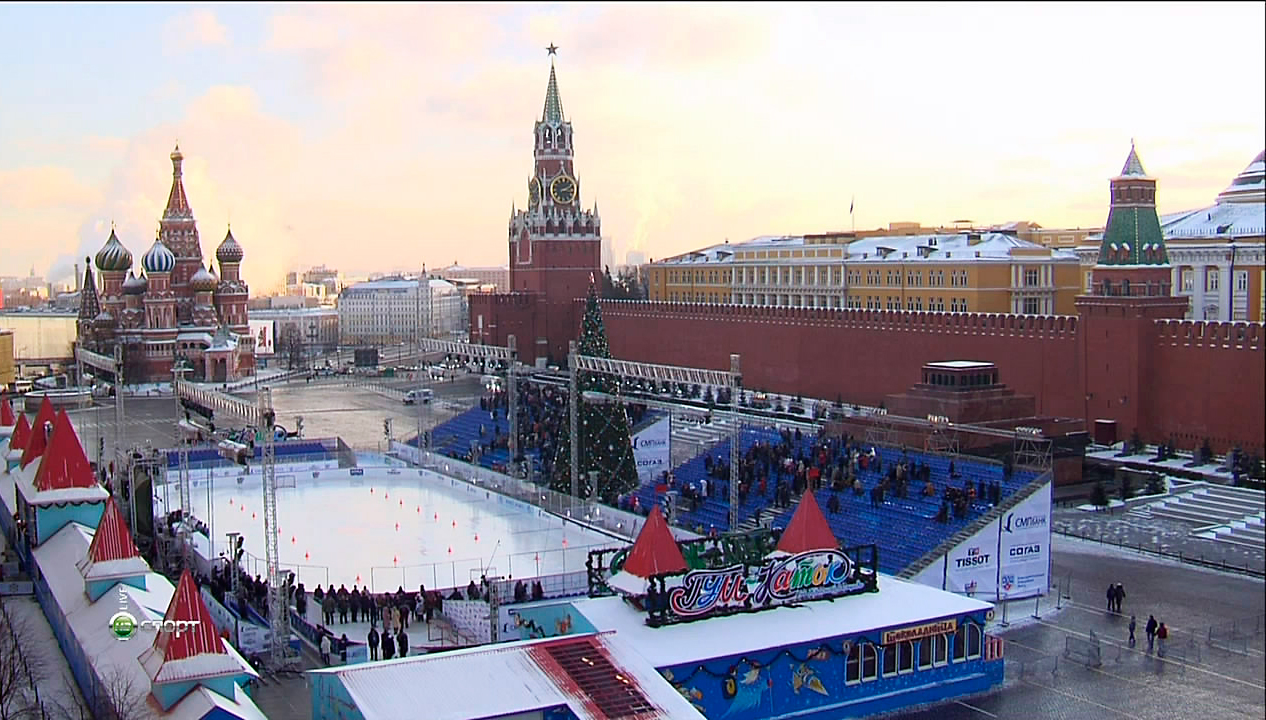
La patinoire du 1er match des étoiles, sur la Place Rouge le 10 janvier 2009.

Le Match des étoiles de la Ligue continentale de hockey est un match amical de hockey sur glace qui marque traditionnellement le milieu de la saison régulière de la Ligue continentale de hockey (KHL).

## Principe
Le principe est d'opposer deux sélections de vedettes évoluant dans la KHL en les classant selon divers critères (par conférence par exemple). Les douze joueurs commençant le match (un gardien, deux défenseurs et trois attaquants par équipe) sont désignés par un vote des fans de la KHL. Les médias désignent les douze joueurs composant les deuxièmes blocs des équipes. La ligue ne complète les effectifs en ajoutant cinq joueurs pour chaque formation et elle désigne les entraîneurs. 
Avant le match en lui-même, un concours d'habiletés a lieu.

## Historique
| Saison | Date          | Lieu                                     | Équipe 1 Capitaine                          | Score                                       | Équipe 2 Capitaine                            |
| ------ | ------------- | ---------------------------------------- | ------------------------------------------- | ------------------------------------------- | --------------------------------------------- |
| 2009   | 10 janvier    | Place Rouge, Moscou                      | Sélection étrangère Jaromír Jágr            | 7-6                                         | Sélection russe Alekseï Iachine               |
| 2010   | 30 janvier    | Minsk-Arena, Minsk                       | Sélection étrangère Jaromír Jágr            | 11-8                                        | Sélection russe et biélorusse Alekseï Iachine |
| 2011   | 5 février     | Palais de glace, Saint-Pétersbourg       | Conférence Est Jaromír Jágr                 | 18-16                                       | Conférence Ouest Alekseï Iachine              |
| 2012   | 21 janvier    | Riga Arena, Riga                         | Conférence Est Sergueï Fiodorov             | 11-15                                       | Conférence Ouest Sandis Ozoliņš               |
| 2013   | 13 janvier    | Traktor Arena, Tcheliabinsk              | Conférence Est Alekseï Morozov              | 18-11                                       | Conférence Ouest Ilia Kovaltchouk             |
| 2014   | 11 janvier    | Zimný štadión Ondreja Nepelu, Bratislava | Conférence Ouest Ilia Kovaltchouk           | 18-16                                       | Conférence Est Sergueï Moziakine              |
| 2015   | 25 janvier    | Palais des glaces Bolchoï, Sotchi        | Conférence Est Danis Zaripov                | 18-16                                       | Conférence Ouest Ilia Kovaltchouk             |
| 2016   | 23 janvier    | Palais de glace VTB, Moscou              | Conférence Ouest Aleksandr Radoulov         | 28-23                                       | Conférence Est Sergueï Moziakine              |
| 2017   | 22 janvier    | Oufa Arena, Oufa                         | Division Tchernychiov Ievgueni Medvedev     | 4-3                                         | Division Kharlamov Sergueï Moziakine          |
| 2017   | 22 janvier    | Oufa Arena, Oufa                         | Division Tarassov Maksim Afinoguenov        | 6-2                                         | Division Bobrov Pavel Datsiouk                |
| 2017   | 22 janvier    | Oufa Arena, Oufa                         | Division Tchernychiov Ievgueni Medvedev     | 3-2                                         | Division Tarassov Maksim Afinoguenov          |
| 2018   | 10 janvier    | Barys Arena, Astana                      | Division Tarassov Dmitri Kagarlitski        | 5–4                                         | Division Tchernychiov Nigel Dawes             |
| 2019   | 19-20 janvier | TatNeft Arena, Kazan                     | Division Bobrov Július Hudáček              | 3–4                                         | Division Tchernychiov Igor Bobkov             |
| 2020   | 19 janvier    | VTB Indoor Arena, Moscou                 | Division Bobrov Vadim Chipatchiov           | 7–6                                         | Division Tarassov Kirill Kaprizov             |
| 2021   |               | Arena Riga, Riga                         | Annulé en raison de la Pandémie de Covid-19 | Annulé en raison de la Pandémie de Covid-19 | Annulé en raison de la Pandémie de Covid-19   |
| 2022   | 11 décembre   | Traktor Arena, Tcheliabinsk              |                                             |                                             |                                               |